# Diszkalkuliateszt
A diszkalkuliatesztek a számolással, számokkal kapcsolatos specifikus kognitív zavar, a diszkalkulia szűrésére, illetve diagnosztizálására szolgálnak.

## Típusok
- Eltérő elvek alapján állítják össze a feladatokat szerzett diszkalkulia és fejlődési diszkalkulia esetén.
- A fejlődési diszkalkulia diagnosztizálása igen nehéz, hiszen tisztázatlan, milyen biológiai okok állnak a zavar hátterében, valamint a tünetek is heteronómok. Így a szűrésére összeállított tesztsorok írói gyakran a jellegzetes tünetek vizsgálatára alapozzák a fejlődési diszkalkulia diagnózisát.
- A vizsgálatok lehetnek úgynevezett papír-ceruza, vagy számítógéppel felvett, reakcióidőt mérő tesztek.
- A hazai hagyományos papír-ceruza tesztek hátránya, hogy a diagnózis kritériumai nem explicitek, illetve vitatottak. Az objektívebb és pontosabb vizsgálómódszer lehetőségét sejtetik a reakcióidőt mérő tesztek. A reakcióidő-adatok többféleképpen eltérhetnek fejlődési zavar esetén. Reakcióidő- mintázat hiánya esetén, arról van szó, hogy az egyes feladatoknál a normál populációban tapasztalt jellegzetes reakcióidő- mintázat nem figyelhető meg a vizsgálati személynél. A reakcióidő lelassulása is informatív lehet, azonban nem tudhatjuk pontosan melyik rendszer lassulása áll a háttérben, így ezen adatok értelmezése önmagában nem megbízható.
- A reakcióidő-vizsgálati módszerek ígéretesek, de pontos kidolgozásukig a gyakorlatban a jelenleg is elterjedt papír ceruza módszerek használata ajánlott.

## A fejlődési diszkalkulia tesztjei

### Dékány-féle diszkalkuliavizsgálat
A diszkalkulia-prevenciós vizsgálatot Dékány Judit (1999) fejlesztette ki, a fejlődési diszkalkuliás gyerekek (10 éves korig) jellegzetes problémáira alapozva. A szerző nézete szerint a diszkalkuliás gyerekek nehézségeit a számfogalom megértésének zavara okozza.
A feladatok között szerepel számlálás, mennyiségi relációk (melyik szám a nagyobb), mennyiségállandóság (ha adott mennyiségű tárgyak elrendezését megváltoztatom, ugyanannyi marad-e), számjegyek írása, alapműveletek leírása és elvégzése, szöveges feladatok, matematikai szabályok felismerése (számsorozat folytatása), számemlékezet és téri feladatok. Ez utóbbi két feladat nem tekinthető diagnosztikai erejűnek, de gyakran megfigyelhetőek fejlődési diszkalkulia esetén. Mindezek a gyermek életkorához és iskolai osztályához igazított nehézségi szinten szerepelnek a vizsgálatban.
A teszt hátránya, hogy az értékelés nem egységes pontozási rendszer szerint zajlik, hanem az értékelő szubjektív megfigyelésére épít. Ennek eredményeként a vizsgálat megbízhatósága függ a vizsgálatvezető szaktudásától és tapasztalatától. Problémát jelenthet továbbá azok kiszűrése, akik csupán az oktatás elégtelensége miatt teljesítenek rosszul a vizsgálat során, valamint az ügyesen kompenzáló diszkalkuliások észrevétlenek maradhatnak a vizsgálatvezető számára. Jelenleg Magyarországon ez a teszt a legelterjedtebb a fejlődési diszkalkuliával foglalkozó szakemberek körében.

### Diszkalkuliaszűrő
Brian Butterworth (2003) diszkalkuliaszűrő számítógépes tesztje a feladat megoldásának helyességén kívül a reakcióidőt is méri és figyelembe veszi a diagnózisnál. Butterworth a fejlődési diszkalkulia hátterében az analóg mennyiségi reprezentáció deficitjét feltételezi, ennek fényében állította össze a feladatsort. A teszt pontok számlálásából, számok összehasonlításából, összeadásból, szorzásból és egy egyszerű reakcióidő-feladatból áll. A szerző szerint ezzel két komponenst lehet vizsgálni: az analóg mennyiségi reprezentációt és egy teljesítménymutatót, mely az oktatás sikerességét méri fel. A Diszkalkulia szűrő 6-14 éves korosztály számára használható, Angliában sztenderdizálták és általánosan használják a brit iskolákban szűrésre.
A diszkalkuliaszűrő kritikája lehet azonban, hogy a mögötte álló elméleti háttér (hogy az analóg mennyiségi reprezentáció zavara állna a fejlődési diszkalkulia hátterében) nem bizonyított, valamint az sem egyértelmű, az értékelésnél hogyan kombinálják a reakció idő és hibázási értékeket. Továbbá ezen típusú tesztek esetében nem lehetünk biztosak abban, milyen folyamatok, stratégiák okozzák a válaszidő megnyúlását.

### Aritmetikai Kognitív Fejlődési Képességek teszt
Az Aritmetikai Kognitív Fejlődési Képességek tesztet Annemie Desoete és Herbert Roeyers (2002, 2005) fejlesztették ki 16 éven felüliek fejlődési diszkalkulia diagnózisára.

## A szerzett diszkalkulia tesztjei

### Numerikus Feldolgozás és Számolás Teszt
Margarete Delazer és munkatársai (2003) által kidolgozott neuropszichológiai teszt a Numerikus Feldolgozás és Számolás Teszt. A vizsgálatot a szerzett diszkalkulia diagnózisa, a sérült részterületek azonosítása és a zavar súlyosságának megállapítása céljából alakították ki. A teszt az alapvető funkciók mellett, vizsgálja a numerikus reprezentációkat is, minden modalitás és jelölés szintjén, ki és bemenetet egyaránt. A vizsgálat négy feladatcsoportot tartalmaz: számlálási feladatok, számfogalom vizsgálata, numerikus átkódolás, számolási feladatok.